# Марканов, Владимир Михайлович
Владимир Михайлович Марканов (1925—1943) — красноармеец Рабоче-крестьянской Красной Армии, участник Великой Отечественной войны, Герой Советского Союза (1943).

## Биография
Владимир Марканов родился 20 июня 1925 года в Москве. Окончил пять классов школы и школу фабрично-заводского ученичества. В январе 1943 года Марканов был призван на службу в Рабоче-крестьянскую Красную Армию. С августа того же года — на фронтах Великой Отечественной войны, был стрелком 1031-го стрелкового полка 280-й стрелковой дивизии 60-й армии Центрального фронта. Отличился во время битвы за Днепр.
В ночь с 24 на 25 сентября 1943 года Марканов переправился через Днепр в районе села Окуниново Козелецкого района Черниговской области Украинской ССР и принял активное участие в боях за захват и удержание плацдарма на его западном берегу, отразив большое количество немецких контратак. В тех боях Марканов получил тяжёлые ранения, от которых скончался 4 октября 1943 года.
Указом Президиума Верховного Совета СССР от 17 октября 1943 года за «мужество и героизм, проявленные при форсировании Днепра и удержании плацдарма на его правом берегу», красноармеец Владимир Марканов посмертно был удостоен высокого звания Героя Советского Союза. Также посмертно был награждён орденом Ленина.